# 橋本甜歌
橋本 甜歌（はしもと てんか、1993年 (平成5年) 11月19日 - ）は、日本の女性タレント、モデル、YouTuber。主にてんちむ（英: Tenchim）名義で活動。また、ショークラブのダンサーとしてバーレスク東京→ROKUSAN ANGELを経て、2025年1月から同クラブ系列店のスーパースパーク東京（英: Super Spark Tokyo、通称：すぱすぱ）へ移籍し、代表兼ダンサーとして勤務する。
所属事務所はタレント・モデル活動においてはTWIN PLANET ENTERTAINMENTを経てフリーランス、ショーダンサーとしては株式会社オフィスキューキューがマネジメント業務を担当している。

## 来歴
日本人の父と中国人の母との間に中華人民共和国北京市で生まれ、栃木県足利市で育つ。小学1年生のときに芸能活動を開始する。2002年7月、ビデオドラマ『江美ちゃんのふるさと』に主演する。
2004年4月、小学5年生のときにNHK教育『天才てれびくんMAX』へのレギュラー出演が決まり、以後3年間てれび戦士「てんかりん」として出演し人気を集めた。ジュニアアイドル、ジュニアモデルとして写真集やイメージDVDをリリース、2006年から2年間学研プラスのファッション雑誌『ピチレモン』の専属モデルも務めた。2007年3月に『天才てれびくん』を卒業すると中学2年生で同年夏放映の連続ドラマ『こどもの事情』の主演を務める。また、ホリプロ・インプルーブメント・アカデミーを中退し、てんちむとして読者モデル活動を開始する。このころから素行不良となり、同年9月30日に開設した自身の携帯用ブログのプライベート写真がネット上で炎上する騒ぎとなった。当該ブログは同年12月31日に閉鎖。翌2008年には事務所を退所し一旦芸能界を引退した。
2009年から新たに始めた個人ブログが人気を集め、月の収益が100万円程になった事もある。2010年、芸能事務所 TWIN PLANET ENTERTAINMENTに所属。同年、セブン&アイ出版のファッション誌『Nicky』のメインモデルに抜擢され、ギャル系モデルとして再ブレイクを果たす。同年10月には、12歳から14歳までの日記を書籍化した自叙伝『中学生失格』を発表しヒット作となった。2014年には映画『最近、妹のようすがちょっとおかしいんだが。』で主役に抜擢され映画俳優としてデビュー。
2016年にYouTubeにチャンネルを開設し、YouTuberとして活動をスタートする。当初は複数のチャンネルを開設していたが、その中でもゲームチャンネル『すーぱーてんちむ/むち子』内のゲーム実況が人気を博すようになった。しかし、諸事情により2018年10月1日に公開した動画内でゲーム実況を辞める事を宣言した。その後はほぼ『てんちむCH/ tenchim』のみの投稿に絞っているが、同チャンネル登録者数は2020年1月時点で約100万人超えを果たしている。
- 2016年 
  - TWIN PLANET ENTERTAINMENTを退所。
  - 9月 - YouTubeチャンネルを開設。
- 2017年7月27日 - アメリカの大手ゲーム販売会社エレクトロニック・アーツとスポンサー契約を結ぶ。
- 2020年9月 - 自身のYouTubeチャンネルにおいて、それまで自身の努力のみでバストサイズがアップしたとしてバストアップ関連商品の紹介や宣伝を行っていたが、豊胸手術を受けていたことを明かし、これまで販売した商品の返金にも応じるとしたと同時にかつて海外旅行時において充分な認識なく大麻を使用したことも認め、謝罪した[動 2][12]。本人曰く、引退するかもしれないとのことであった[動 2]。7日には、同年10月より放送予定だったアニメ『レヱル・ロマネスク』しろがね役の降板を発表[13]。
- 自身がプロデュースしたバストアップ商品の購入者に対する返金や損害賠償をめぐり「損害賠償金を支払えるお金が今、残っていません」と金銭事情を明かし、2020年11月16日から月〜金曜日は銀座のクラブ「銀座クラブNanae」[動 3]（オーナー・唐沢菜々江）で「愛 天華」の源氏名で勤務、土日は六本木のショークラブ・バーレスク東京でポールダンスをはじめとするダンスショーに出演するダンサーとして勤務することを公表、クラブには予告通り11月16日から出勤。バーレスク東京では11月中のレッスン期間を経て12月5日からの入店が正式に決定し、同日からショーに出演。しかし、都内における新型コロナウイルス感染拡大の影響から、11月30日より「クラブNanae」、「バーレスク東京」をはじめとする飲食店に東京都からの時短要請が出された影響から、クラブの出勤時間およびショーの出演時間が変更となった。さらに2021年1月11日YouTubeで同年1月8日より東京を含む首都圏（埼玉、千葉、神奈川）の1都3県に2回目の緊急事態宣言が発令されたことを受け、感染リスクを考慮し、「クラブNanae」では新規予約を停止しゲスト出勤、「バーレスク東京」は同日の出勤をもって緊急事態宣言解除（東京は3月21日）まで休業する形を取った[14]。
- 2020年よりシバターやヒカルなどとのグループ「炎上軍」にメンバーとして加入[動 4]。
- 2021年2月には、脱毛サロンの誇大広告が問題になった[動 5]。ちなみに、2021年4月30日時点でほぼ返金完済したとの事である[動 6]。
- 2022年1月、クラブNanaeとバーレスク東京を同月限りで卒業することを発表。クラブNanaeを同月28日、バーレスク東京30日にそれぞれ卒業した[15]。
- 2023年5月8日、ADHD・躁鬱・HSS型HSPであることを公表した[16]。
- 2023年8月3日に9月末から無期限で活動を休止することを発表し[17][18]、10月から活動休止[19]。
- 2023年12月31日、この日までにYouTube『てんちむCH/ tenchim』のすべての動画を非公開化して、更にサブチャンネル『てんちむの裏垢』のアカウントを閉鎖した[20]。ただし、以下のように例外がある。
  - 同年11月発売の秋カヲリ（文筆家・心理カウンセラー）との共著『推される力 推された人間の幸福度』（星天出版）の本編内に掲載されているQRコードに端末をかざして一部動画の閲覧が可能[20]。
  - 同年9月の休止前までに投稿した美容整形コンテンツ「てんちむコロシアム」の動画4本分が、コラボ相手の各美容クリニックのチャンネルで翌2024年1月以降再投稿・公開されている。

| タイトル                                   | 初投稿日       | 再投稿日       | 再投稿したチャンネル                   | 公式動画  |
| ------------------------------------------ | -------------- | -------------- | -------------------------------------- | --------- |
| 私また豊胸するわ                           | 2023年 9月17日 | 2024年 1月10日 | 聖心美容クリニック                     | [ 動 7 ]  |
| うちの母57歳、手術。                       | 9月20日        | 4月14日        | 長尾沙也加 / 医師「美容皮膚科」        | [ 動 8 ]  |
| やっと、念願の鼻整形へ                     | 9月25日        | 4月16日        | 鼻整形の全て / 美容整形外科医 長尾真治 | [ 動 9 ]  |
| ラストはエミリンに恩返しさせていただきます | 9月28日        | 5月10日        | まりこ先生の日常美容塾                 | [ 動 10 ] |

- 2024年4月26日、約7か月ぶりにYouTube動画を投稿し、第1子を出産したことを発表（子どもの誕生日・性別は非公表[注 5]）[21][22][動 11]。結婚はせずに、シングルマザーとして子どもを育てていることを明らかにした[21][22][動 11]。
- 2024年5月7日に活動再開[23][動 12]。同月11日にはYouTubeのチャンネル名を『スーパーてんかちゃんゴッド』[注 6]に変更する[注 7][動 13]。
- 2024年6月13日、ROKUSAN ANGEL（旧：バーレスク東京）への無期限復帰をYouTubeで報告[24][25][動 14]。8月3日から毎週土・日曜限定で出勤、2年7か月ぶりにダンスショーに出演する[26][動 15]。
- 2024年10月20日、同年12月をもってROKUSAN ANGELの勤務を終了し、翌2025年1月からは、同クラブと同じ六本木の建物内にある系列店「スーパースパーク東京」（通称：すぱすぱ）へ移籍し、併せてクラブの代表に就任することをYouTube動画内で発表[27]。2024年12月22日、ROKUSAN ANGELのダンサーとして最後のパフォーマンスを披露し、復帰してわずか4か月余りに渡る同クラブの活動から卒業した[28]。
- 2024年12月16日、上述のナイトブラをめぐる訴訟の判決公判が東京地方裁判所で開かれ（本人は法廷に出廷せず）、3億8457万円の損害賠償命令が言い渡された[29][動 16]。この判決内容を不服として翌2025年1月10日までに東京高等裁判所に控訴したことを発表[30][動 17]。同年1月11日には、賠償額を集めるための広告収益を目的として、非公開となっている過去の海外旅行コンテンツを復刻して、複数の動画を一つにまとめた13時間以上に渡る長尺動画を投稿・公開している[動 18]。
- 2025年1月、スーパースパーク東京へ移籍し、同クラブの代表に就任[31]。2月1日のプレオープンから同クラブの活動を開始し[32]、同月15日にグランドオープンを迎えた[33]。

## 人物
- 芸名である「甜歌」の由来は、「甜」は、母親の好きな歌手がテレサ・テンであることから。車の中ではいつも曲がかかっているという。「歌」は、母親の夢が歌手になることだったことから。母親は彼女に歌手になってほしいと思っていたらしいが、本人は「自分の夢」として歌手になりたいとは考えていたが、「母親の夢」だったからといって歌手になる気はないとの事。「甜」「歌」の2文字を合わせて「甘い歌声でみんなを幸せにできる子（みんなに優しい子）」[34]。
- もともとは本名だったが、日本に帰化した際に「甜」の漢字が使えず、以降は芸名となっている[動 19]。
- 弟がいる。
- 嫌いな食べ物はたらこ[動 20]。
- 中学時代のあだ名は、「てんち」「むちこ」「てんちゃら」「てんちゃん」から、次第に「てんち」が定着した。その後、「◯◯ち」というあだ名が多く他の人とカブっていることやあだ名をかわいくしたいという理由から「む」を付けた[35]。英語表記は"TENCHIMU"でなく"TENCHIM"としている[35]。『ポケットモンスター』のアチャモが好きだったことから「てんちゃも」も選択肢に入っていた[35]。
- 背中には10代のときに彫った羽根のタトゥーがあり、映画の撮影のときなどはファンデーションで消している。背中以外にも耳の裏と足首にもタトゥーを入れている[36]。2022年10月3日更新の自身のインスタグラムの中で、足首のタトゥーを除去する姿などを披露した[37]。
- メンソールのたばこが大好物の愛煙家。いちばんのお気に入りはマールボロ・ダブル・バーストの5mg。2019年6月時点では禁煙の意思はほぼ無いことを宣言していた[動 21]が、2020年1月20日に投稿した動画内において「年内に禁煙したい」思いがあることを明かした[動 22]。高齢出産のリスクを考えての卵子凍結に際し医師から「質の良い卵子を取るために最低3か月の禁煙が必要」と告げられたことから[38][動 23]、2022年9月に禁煙を開始[39][動 24]。代わりに、自身がアンバサダーを務めるノンニコチン・ノンタールのポケットシーシャ「CHILLERS（チラーズ）」を使用する[40][動 25][動 24]。同年9月30日投稿の動画内で、開始から3日目で禁煙によって起こるニコチンの禁断症状が現れ、スタッフが持っている加熱式たばこの箱を見て絶叫する場面があった[41][動 24]。禁煙生活と並行して、卵子凍結の準備のために行う服薬・自己注射と検査通院を約5か月間続けた後[42][43][動 26]、2023年2月に採卵手術を受け、卵子の凍結保存が完了した[44][45]。
- 同じくYouTuberとして活動しているかねこあやとはかつて親友であり、双方のチャンネル内でも度々コラボしていた。しかし、2020年1月のかねこの愛猫の死をきっかけに仲違いし互いに攻撃的な発言をする等し、てんちむは名誉を棄損されたとしてかねこに対して1000万円以上の損害賠償を求めて裁判を起こした。2022年にかねこの虚偽の発言などが認められ「かねこが損害賠償金99万円と訴訟費用の12分の1を支払う」という判決となり一応の勝訴となった[46]。

## 出演

### バラエティ
- 天才てれびくんMAX（2004年4月 - 2007年3月、NHK教育） - てれび戦士
- シャキーン!（パイロット版）（2007年5月14日 - 5月18日、7月30日 - 8月3日、2008年1月1日 - 1月3日、NHK教育）
- リアルのバメン（2010年12月5日 - 2011年3月27日、テレビ東京）
- ヴァンガ道（2011年10月2日 - 2012年3月25日、テレビ東京）
- 青春リアル（2012年4月 - 9月、NHK教育） - 第10期メンバー

### テレビドラマ
- ダムド・ファイル シーズンIII（2004年、名古屋テレビ）
- こどもの事情（2007年7月2日 - 8月31日、TBS） - 小田麻紀 役
- THE QUIZ（2012年9月1日、日本テレビ） - 柳原七海 役
- ある日、アヒルバス（2015年7月5日 - 8月23日、NHK BSプレミアム） - 根本愛莉 役

### 映画
- インストール（2004年12月25日、角川映画 / エンジェル・シネマ） - 野沢朝子（少女期） 役
- ロストハーモニー（2011年12月、ゴー・シネマ） - ミカ 役
- テッド 日本語吹き替え版（2013年1月18日、東宝東和） - ジーナ 役
- 最近、妹のようすがちょっとおかしいんだが。（2014年5月17日、KADOKAWA） - 神前美月 役
- ホリック xxxHOLiC（2022年4月29日、松竹 / アスミック・エース）

### ラジオ
- ツーミリオン+（2014年12月 - 2015年5月、栃木放送）

### インターネットテレビ
- ギャルトーク天国 / ぱにゃにゃん（2010年11月2日 - 2012年12月12日、TBSオンデマンド）
- ウルトラゲームステーションズ FORTNITE（2018年11月7日 - 2019年1月16日、AbemaTV・ウルトラゲームス）[47]
- ダマってられない女たち「賠償金3億8000万円!? てんちむ (31) の今に密着」（2025年3月7日、ABEMA） - VTR出演[48][動 27]

### 配信ドラマ
- シニカレ（2012年5月 - 7月、NOTTV） - くるみ 役
- スクラップ・アンド・ビルド（2015年11月11日、FeBe） - 亜美 役[49]
- twitterドラマ「家族になれたら」（2017年12月6日 - 2018年1月6日、Twitter） - 持田彩芽 役[50]
- BAR『Envelop』バーテンダー・雪乃（2020年5月28日、DLsite） - 雪乃 役（てんちむ名義で声優として参加）[51]

### インターネットラジオ
- すぱすぱのラヂオ（2025年3月29日、渋谷クロスFM） - ゲスト出演[52][動 28]

### 舞台
- ロミオとジュリエット（2003年）

### CM
- タカラ「PuLeLa」（2001年）
- 任天堂「ポケモーション」（2003年）
- カルビー「ポテトチップス」（2003年）
- レコチョク SoulJa「はなさないでよ feat. 青山テルマ」（2010年） - ナレーション

### PV
- Juliet「ハルラブ2」（2010年3月31日）
- K.J.「あの頃に戻れない feat. MAY'S」（2010年7月28日）
- MIHIRO 〜マイロ〜「さよならの前に」（2010年12月8日）
- 福田桃代「Dear Best Friend」（2012年7月10日）
- レペゼン地球「ATMでいいから」（2018年8月1日）

### 雑誌連載
- ピチレモン（2006年7月号 - 2008年6月号、学研） - モデル
- Wink Up「橋本甜歌のTENKA☆PRESS」（2007年11月号 - 2008年3月号、ワニブックス）
- 小悪魔ageha（2016年 - 、主婦の友社） -  モデル

## 作品

### DVD
- 橋本甜歌 ひこうきぐも（2006年1月27日、ポニーキャニオン）
- よみきかせ 日本昔ばなし vol.2（2006年10月18日、日本コロムビア）
- 橋本甜歌 Sweet 19 Song〜映画「最近、妹のようすがちょっとおかしいんだが。」より〜（2014年4月25日、ポニーキャニオン）

### 書籍
- 12歳の友情論（2006年3月17日、ブックマン社）ISBN 978-4-89308-636-5
- 中学生失格：13歳のすべてが詰まったリアル中学生日記[注 8]（2010年10月6日、竹書房）ISBN 978-4-8124-4374-3
- てんちむDX（2011年6月2日、学研パブリッシング）ISBN 978-4-05-404962-8
- 私、息してる?（2019年12月6日、竹書房）ISBN 978-4-8019-2088-0
- 恋愛白書（2020年6月27日、KADOKAWA）ISBN 978-4-04-604873-8
- Tenchim PHOTO stylebook Breath てんちむの呼吸（2020年8月11日、宝島社）ISBN 978-4-299-00678-3
- 推される力 推された人間の幸福度（2023年11月18日、星天出版、共著：秋カヲリ）ISBN 978-4-910903-04-0

### 写真集
- じゆーがた（2005年6月19日、辰巳出版、撮影：河野英喜）ISBN 978-4-7778-0156-5
- よし。（2006年1月10日、ワニマガジン社）ISBN 978-4-89829-985-2
- 金曜日の午後と私。（2014年4月29日、角川書店、撮影：青山裕企）ISBN 978-4-04-110756-0
- TENCHIM（2021年5月15日、トランスワールドジャパン、撮影：小野寺廣信）ISBN 978-4-86256-312-5
- 破廉恥（2023年6月25日、株式会社G-STYLE、撮影：高橋慶佑）ISBN 978-4-8236-0507-9